# Mickleton, Gloucestershire
Mickleton är en ort och civil parish i Storbritannien.   Den ligger i grevskapet Gloucestershire och riksdelen England, i den södra delen av landet, 130 km nordväst om huvudstaden London. Mickleton ligger 94 meter över havet och antalet invånare är 1 554.
Terrängen runt Mickleton är platt åt nordost, men åt sydväst är den kuperad. Terrängen runt Mickleton sluttar norrut. Runt Mickleton är det ganska tätbefolkat, med 80 invånare per kvadratkilometer. Närmaste större samhälle är Evesham, 12,5 km väster om Mickleton. Trakten runt Mickleton består till största delen av jordbruksmark.